# Домнал мак Муйрхертах
Домналл мак Муйрхертайг (Домналл Багатьох Обманів, Домналл Ілхелгах, Домналл мак Макь Ерке (ірл. Domnall mac Muirchertaig, Domnall Ilchelgach, Domnall mac Maic Ercae)) – верховний король Ірландії. Час правління: 559 – 561 роки. За іншими версіями помер 566 року.

## Походження
Домнал мак Муйрхертах був сином Муйрхертаха мак Муйредайга (ірл. Muirchertach mac Muiredaig). Належав до північної гілки О’Нілів  – нащадків короля Ніла Дев’яти Заручників. Ця лінія пізніше називалася Кенел н-Еогайн (ірл. Cenél nEógain). Разом зі своїм братом Форггусом і, можливо, своїм родичем Айнмуйре мак Сетнай (ірл. Ainmuire mac Sétnai) одночасно правили Ірландією і вважалися одночасно верховними королями-співправителями. 

## Прихід до влади
До влади прийшов в результаті смерті верховного короля Діармайта мак Кербайлла (ірл. Diarmait mac Cerbaill), ворогом якого він був. 

## Правління
Початок правління різні літописи датують по різному: «Літописи Ольстера» - 565 роком, а «Літописи Тігернаха» 559 роком. Сучасні історики вважають, що дата вказана «Літописами Тігернаха» точніша. Домнал, Форггус та Айнмуйре (ірл. Domnall, Forggus, Ainmuire) за допомогою короля Коннахта Аеда мак Ехаха (ірл. Áed mac Echach) перемогли короля Діармайта мак Кербайлла в битві під Кул Дреймне (ірл. Cúl Dreimne). Але Діармайт мак Кербайлл судячи по всьому зберіг своє життя і свою владу, яка суттєво похитнулася. Влада ще більш похитнулась після поразки від племені круїтні (піктського походження), яке в той час жило в Ольстері. Верховний король Діармайт мак Кербайлл чи то загинув у тій битві чи то був вбитий у своєму палаці після поразки. До верховної влади в Ірландії прийшов дуумвірат братів на ймення Домнал мак Муйрхертах та Форггус мак Муйредах. Проте їхнє правління було недовгим. Через два роки після їх приходу до влади відбулась битва в долині річки Ліффі з військом королівства Ленстер (Лейнстер), яка датується незадовго до смерті короля Домналла мак Муйрхертаха. Він чи то був поранений в цій битві, а потім помер чи то загинув у цій битві – з літописів не ясно. 

## Нащадки
Чимало королів Ірландії та ватажків клану Кенел н-Еогайн (ірл. Cenél nEógain) вважали Домнала мак Муйрхертаха своїм предком.